# Rintje Ritsma
Robert Rintje Ritsma (* 13. dubna 1970 Lemmer, Frísko) je bývalý nizozemský rychlobruslař.
V roce 1988 se poprvé zúčastnil Mistrovství světa juniorů (5. místo), o rok později získal stříbrnou medaili. V roce 1990 začal startovat v závodech Světového poháru, roku 1992 vybojoval bronz na Mistrovství Evropy a páté místo na seniorském Mistrovství světa ve víceboji, startoval také na Zimních olympijských hrách (500 m – 27. místo, 1000 m – 12. místo, 1500 m – 4. místo). Na evropském šampionátu 1993 obhájil bronz, stejný cenný kov si přivezl ze světového vícebojařského šampionátu. V sezóně 1992/1993 rovněž zvítězil v celkovém pořadí Světového poháru na trati 1500 m. V dalších letech pravidelně získával na velkých akcích medaile, na kontinentálních mistrovstvích vybojoval do roku 2001 celkově devět medailí, z toho šest zlatých, na mistrovstvích světa ve víceboji osm medailí, z toho čtyři zlaté, na mistrovstvích světa na jednotlivých tratích pět medailí, z toho dvě zlaté (v roce 1997 na 1500 m a 5000 m). Dvakrát vyhrál Světový pohár v závodech na 1500 m a třikrát na dlouhých tratích. Na zimní olympiádě 1994 vybojoval stříbro na 1500 m, bronz na 5000 m a sedmé místo na 10 000 m, ze ZOH 1998 si odvezl stříbro (5000 m) a dva bronzy (1500 m a 10 000 m). Zúčastnil se také Zimních olympijských her 2002, kde v závodě na 1500 m skončil devátý. V roce 2003 získal stříbrné medaile na Mistrovství Evropy i světa ve víceboji. V dalších dvou sezónách závodil minimálně, na zimní olympiádě 2006 získal jako člen nizozemského týmu bronzovou medaili ve stíhacím závodě družstev. Poslední závody absolvoval na konci roku 2007.
V roce 1999 obdržel cenu Oscara Mathisena.